# Poniatów (województwo dolnośląskie)

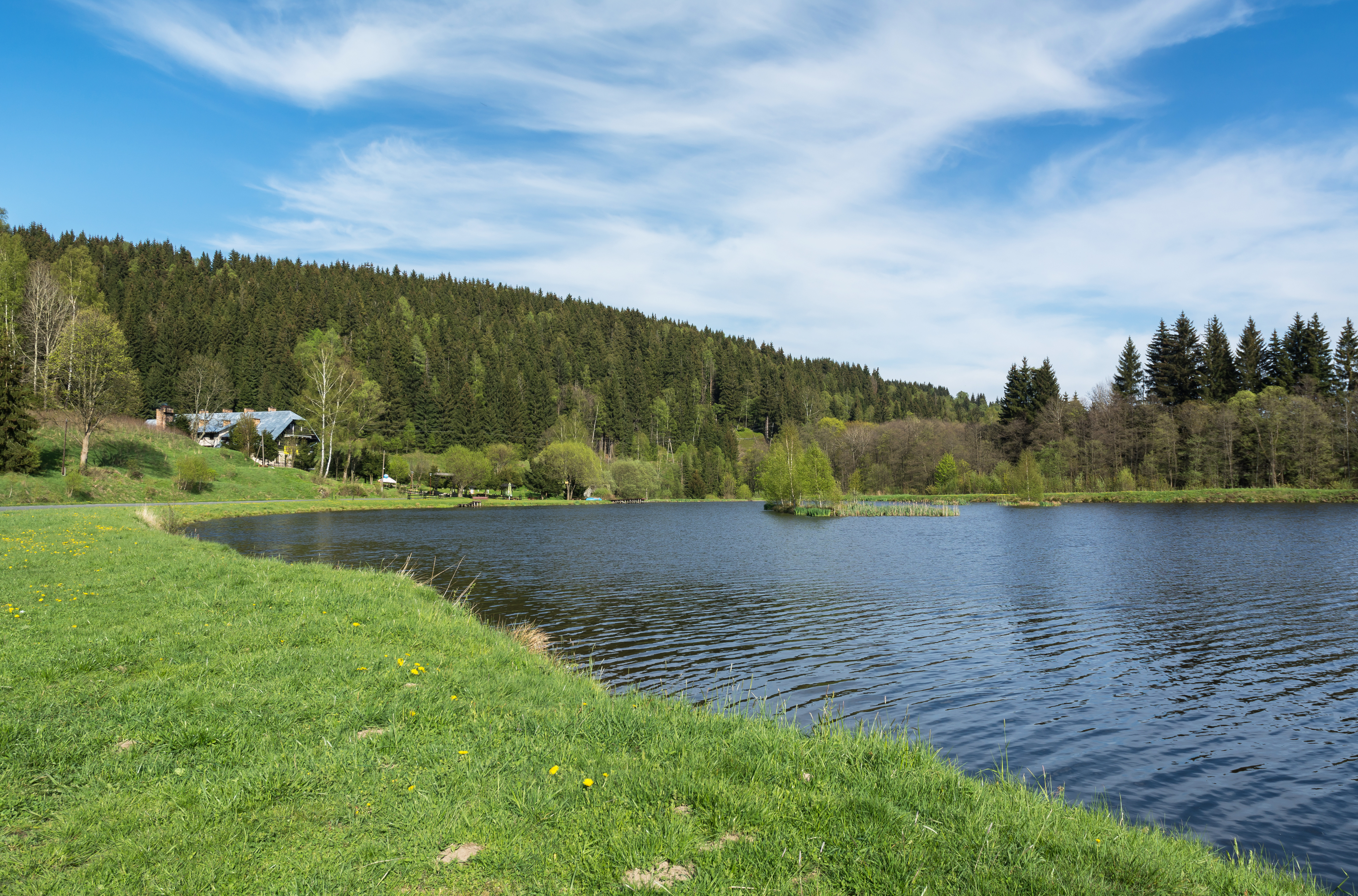
Zbiornik wodny w Poniatowie

Poniatów – wieś w Polsce położona w województwie dolnośląskim, w powiecie kłodzkim, w gminie Bystrzyca Kłodzka.

## Położenie
Poniatów to niewielka, zanikająca wieś leżąca w Górach Bystrzyckich, w dolinie lewobrzeżnego dopływu Dzika Orlica, na południe od Przełęczy nad Porębą, na wysokości około 600–670 m n.p.m.

## Podział administracyjny
W latach 1975–1998 miejscowość położona była w województwie wałbrzyskim.
| SIMC    | Nazwa  | Rodzaj     |
| ------- | ------ | ---------- |
| 0851548 | Rudawa | przysiółek |

## Historia
Poniatów jako samodzielna wieś powstał w 1564 roku, jednak już w drugiej połowie XIV wieku w tym rejonie funkcjonowała huta szkła. W miejscowości od samego początku istniała kopalnia rud żelaza i miedzi, której sztolnie przetrwały do końca XVIII wieku. W XVIII wieku Poniatów był własnością rodziny Althannów z Międzylesia, później jego część należała do rodu Stillfriedów ze Szczytnej. W 1840 roku w miejscowości były: tartak, dwa młyny wodne, gospoda i urząd celny. W drugiej połowie XIX wieku powstała tu przędzalnia lnu. W okresie międzywojennym w Poniatowie istniał zakład przeróbki drewna. W tym czasie rozpoczął się proces wyludniania wsi. Po 1945 roku miejscowość została dość licznie zasiedlona, jednak niekorzystne położenie i trudne warunki naturalne spowodowały szybki odpływ ludności.

## Demografia
W wiosce w 2007 roku mieszkały 2 osoby, w tym poseł na Sejm Waldemar Wiązowski. Cztery lata później (III 2011 r.) zamieszkiwało ją 9 osób.

## Szlaki turystyczne
Powyżej Poniatowa, przez Przełęcz nad Porębą przechodzi  szlak turystyczny z Międzylesia na Przełęcz Spaloną.